# Căianu Mic (gmina)
Căianu Mic – gmina w Rumunii, w okręgu Bistrița-Năsăud. Obejmuje miejscowości Căianu Mare, Căianu Mic, Ciceu-Poieni i Dobric. W 2011 roku liczyła 3357 mieszkańców.